# Alphonse Bergerot
Pour les articles homonymes, voir Bergerot.
Alphonse Bergerot, né le 7 septembre 1820 à Bordeaux (Gironde) et décédé le 11 février 1912 à Esquelbecq (Nord) est un homme politique français.

## Biographie
Fils d'un directeur des contributions indirectes, Louis Ferdinand Alphonse Bergerot entre dans l'administration des douanes en 1838, est nommé en Algérie en 1842 puis à Lille en 1846. Il démissionne en 1851 après un bon mariage et s'installe comme propriétaire terrien. Maire d'Esquelbecq en 1852, membre du conseil d'arrondissement en 1856,  conseiller général du canton de Wormhout en 1869. 
Candidat malheureux à une élection partielle en 1872, il fut plus heureux à l'élection partielle du 4 juillet 1880, en remplacement de M. Joos, démissionnaire, et fut élu, comme conservateur, dans la 2e circonscription de Dunkerque par 6 669 voix, sur 11 463 votants et 14 679 inscrits, contre M. Claeys, candidat républicain, qui obtint 4 723 voix. Il siégea à droite.
Il fut réélu le 21 août 1881, par 7 959 voix sur 9 327 votants et 14 851 inscrits, contre M. Claeys (427 voix), et le 4 octobre 1885, au scrutin de liste, le 17e sur 20, par 161,430 voix sur 292 696 votants et 348 224 inscrits.
Il est le père de Charles Bergerot, également député et maire d'Esquelbecq après son père.

## Œuvre
- Vie de Saint-Folquin, 1855[3].
- Alphonse Bergerot, Isidore Diegerick, Histoire du chateau et des seigneurs d'Esquelbecq en Flandre, Bruges : Vandecasteele-Werbrouck, 1857. Texte en ligne disponible sur LillOnum [archive]

## Hommage
Une place d'Esquelbecq porte son nom.

## Sources
- « Alphonse Bergerot », dans Adolphe Robert et Gaston Cougny, Dictionnaire des parlementaires français, Edgar Bourloton, 1889-1891 [détail de l’édition]
- « Alphonse Bergerot », dans le Dictionnaire des parlementaires français (1889-1940), sous la direction de Jean Jolly, PUF, 1960 [détail de l’édition]